# Dorfkirche Biestow

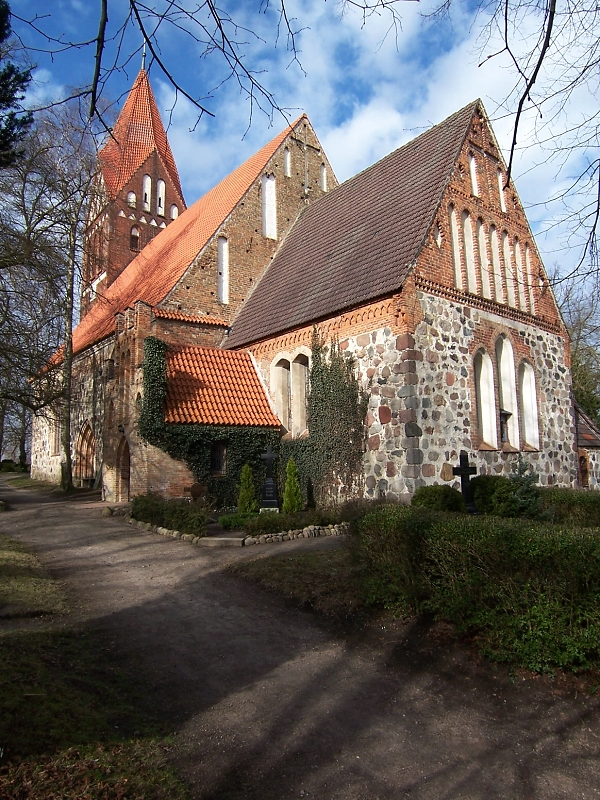
Dorfkirche Biestow, 2009

Die Dorfkirche Biestow ist die Kirche im Rostocker Ortsteil Biestow. Die Gemeinde gehört zum Kirchenkreis Rostock der Evangelisch-Lutherischen Kirche in Norddeutschland.

## Geschichte
Bereits in der ersten bekannten Urkunde vom 6. Mai 1282, in dem das Dorf „Bistow“ erwähnt wird, werden eine Pfarre und ein Pfarrer genannt. Die Weihe des jetzigen Kirchbaus erfolgte am 28. Oktober 1298. Am 15. Februar 1499 bestätigt Bischof Konrad Loste dem Collegiatsstift St. Jakobi zu Rostock die Angliederung der Biestower Kirche. Diese ist danach Tochterkirche von St. Jakobi und gehörte zum Archidiakonat Rostock. Im selben Jahr tritt die Rostocker Brüderschaft zum gemeinsamen Leben eine Rente an das Stift ab, die bis dahin aus den Einkünften der Pfarre bezogen wurde. Das Stift löste dann 1512 und 1513 weitere Rechtsansprüche an die Pfarre ab, die aus früheren Zeiten bestanden. Nach der Reformation wurde am 8. Februar 1571 mit dem Eigentumsübergang vom Domstift zum herzoglichen Consistorium auch die Kirche Biestow landesherrliches Eigentum. 1785 wurde die Kirche renoviert. Von 1859 bis 1863 fand eine weitere Renovierung statt, in der das Nord- und Südportal zugemauert wurden. Der Altar und das Gestühl wurden erneuert und eine Orgel errichtet. Die feierliche Wiedereinweihung nach der sehr umfassenden Renovierung erfolgte am 29. November 1863 im Beisein des Patrons, Großherzog Friedrich Franz II. Der ehemalige Kirchturm aus Holz wurde nach zweijähriger Bauzeit am 29. September 1912 durch einen 48 Meter hohen Backsteinturm ersetzt.
Seit den 1980er Jahren erfolgten mehrere Renovierungen. So wurden 1988 die bleiverglasten Fenster erneuert und 1992 das Kirchendach neu gedeckt. Die Orgel wurde 1993 überholt und 1998 der Altarraum neu gestaltet. Ab 2000 wurde die Innenrenovierung begonnen, bei der im Altarraumgewölbe Wandmalereien aus dem 16. Jahrhundert entdeckt wurden. Die vier Erzengel konnten in der ursprünglichen Darstellung und Farbe wieder sichtbar gemacht werden.

## Baubeschreibung

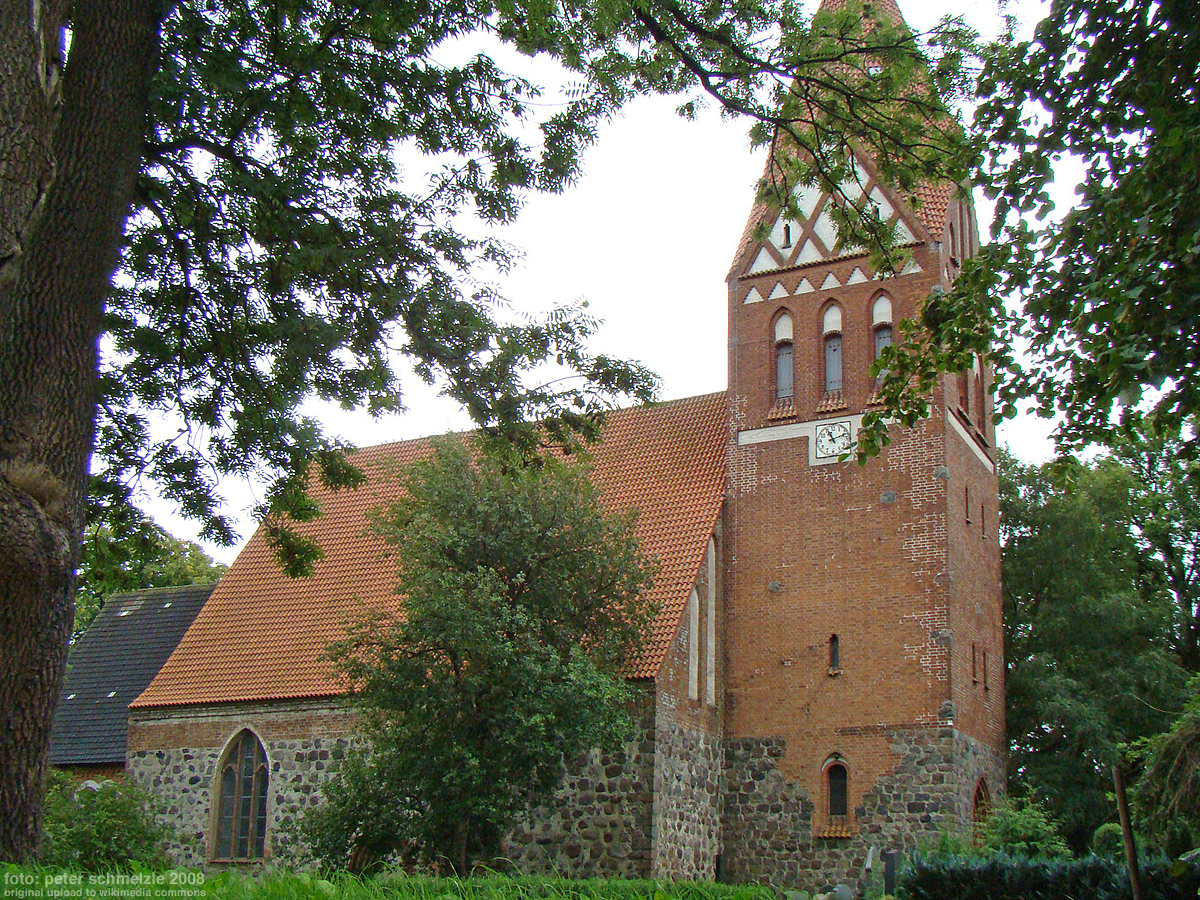
Dorfkirche Biestow

Die Kirche wurde in der zweiten Hälfte des 13. Jahrhunderts überwiegend aus Feldsteinen erbaut. Der Baustil liegt zwischen Romanik und Gotik. In den mit Blenden verzierten Giebeln und den Fensterlaibungen sowie den Portalen wurde Backstein verwendet. Das Kirchenschiff ist mit einer flachen Holzdecke versehen und wird durch zwei runde Pfeiler, die jeweils eine Trennmauer tragen, in drei Schiffe geteilt. Dabei sind die westliche und östliche Mauer durch Rundbögen verbunden. Der Chor ist gegenüber dem Schiff um eine Stufe erhöht und ist durch ein kuppelartiges Domikalgewölbe geschlossen. Die Trennung vom Kirchenschiff erfolgt durch einen spitzbogigen Triumphbogen. Der östliche Schluss ist gerade. Eine Glocke stammt aus dem 14. Jahrhundert, die zweite wurde 1959 gegossen.

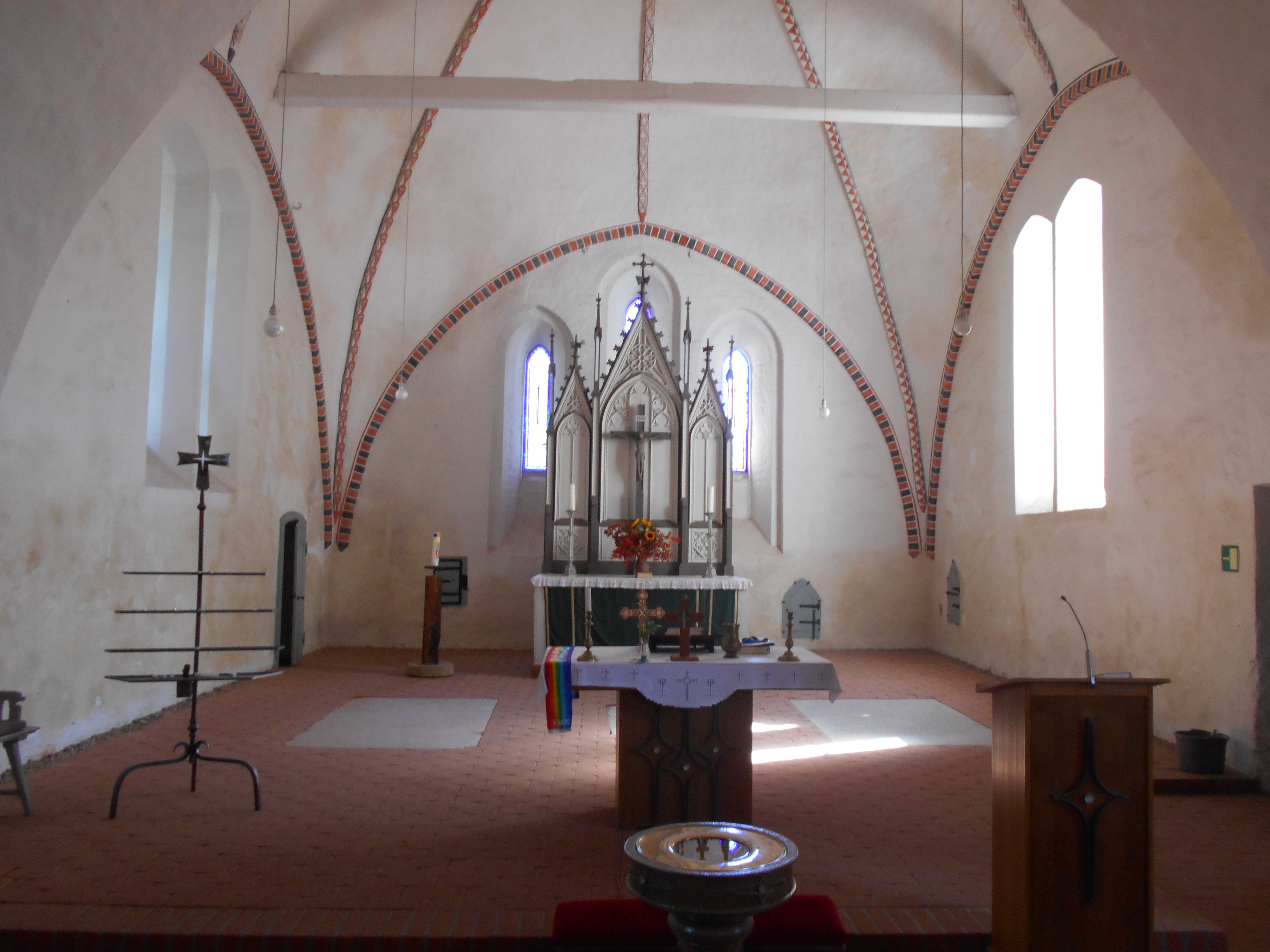
Innenansicht Chor

## Inneneinrichtung
Das Triumphkreuz und die dazugehörenden Schnitzfiguren von Maria und Johannes über dem Triumphbogen stammen aus dem 15. Jahrhundert. Ein ehemals am Ostgiebel der Kirche hängendes hölzernes Kruzifix aus dem Jahr 1420 wurde nach einer Restaurierung 1998 am Altar aufgehängt, am Giebel wurde eine Kopie angebracht. In der Kirche hängen zwei Pastorenporträts Eggebrecht † 1715 und † 1747. Die Orgel ist ein Werk von Friedrich Friese III aus dem Jahr 1870 mit elf Registern auf zwei Manualen und Pedal. Sie wurde 2021 durch die Orgelwerkstatt Wegscheider restauriert.
Zur Ausstattung gehören drei silbervergoldete Kelche mit Patenen aus den Jahren 1654, 1657 und aus dem dritten Viertel des 17. Jahrhunderts, weiter eine silberne Dose und ein silberner Löffel aus dem 18. Jahrhundert. Sechs Grabsteine sind erhalten, davon zwei aus dem 15. Jahrhundert, die übrigen aus dem 17. und 19. Jahrhundert.

## Geistliche
- Andreas Eggerdes († 1550)